# Toptal
Toptal ist ein globales Remote-Unternehmen, das eine Plattform für Freiberufler anbietet, die Unternehmen mit Software-Ingenieuren, Designern, Finanzexperten, Produktmanagern und Projektmanagern zusammenbringt. Das Unternehmen hat keinen Hauptsitz.
Taso Du Val und Breanden Beneschott gründeten das Unternehmen im Jahr 2010. Du Val war zuvor als Ingenieur bei Fotolog und Slide.com tätig, während Beneschott ein Studium an der Princeton University absolvierte. Der Name steht für „Top Talent“ (zu Deutsch Spitzenkraft) und wurde als virtuelles Unternehmen ohne eigene Büros gegründet.
Zu der Zeit, als Beneschott sein Studium in Princeton abschloss, hatte Toptal bereits mehr als 1 Million Dollar Umsatz. Die Mitbegründer zogen nach Budapest, Ungarn, um Zugang zu Softwareentwicklern zu erhalten, für die es weniger Beschäftigungsmöglichkeiten gibt als in den Vereinigten Staaten.

## Spitzenkraftsuche und Entwicklung
Das Unternehmen entwickelte Persönlichkeits-, Sprach- und Kompetenztests, um Bewerber aus dem Ingenieurwesen per Ferndiagnose zu überprüfen, und nahm die besten 3 % von mehreren tausend monatlichen Bewerbern an.
Das Unternehmen bringt Geschäftsaufträge mit Entwicklern aus seinem Netzwerk zusammen und vermittelt die Bedingungen für jeden Auftrag. Im Jahr 2015 wurde die Tätigkeit auf das freiberufliche Design ausgeweitet. Im Jahr 2016 erwarb das Unternehmen die Freelancer-Plattform Skillbridge, die freiberufliche Buchhalter, Statistiker und Berater in den Bereichen Marktforschung, Finanzmodellierung und Due Diligence anbietet. Im Jahr 2017 startete das Unternehmen eine Vertikale, die auf Software-Ingenieure und -Designer für die Automobilindustrie spezialisiert ist. Außerdem wurde im Februar 2018 eine Vertikale für Blockchain-Ingenieure eingerichtet.

## Funding
Toptal hat eine Seed-Finanzierungsrunde in Höhe von 1,4 Millionen US-Dollar von Andreessen Horowitz und Angel-Investoren, darunter Quora-Gründer Adam D’Angelo, erhalten. Es heißt, dass das Unternehmen seit seiner Seed-Runde keine weiteren Mittel aufgenommen hat, weil es profitabel war. In den Jahren 2015 und 2016 lag der Jahresumsatz von Toptal bei 80 bzw. 100 Mio. US-Dollar.